# Loga
Loga – miasto w Nigrze, w regionie Dosso, w departamencie Loga.